# Amanda (Kerteminde)
 For alternative betydninger, se Amanda. (Se også artikler, som begynder med Amanda)
Amanda er en granitstatue ved Langebro i Kerteminde forestillende en ung fiskerpige. Den blev opstillet i 1954 og er blevet byens vartegn.
Allusionen er til en populær (anonym) skillingsvise, "Min Amanda var fra Kerteminde" (se bog af Thomas Thomsen: Min Amanda var fra Kerteminde, Århus 2003).

## Fodnoter
1. ↑  Amanda i KØS' samling over værker i det offentlige rum

55°26′50.4″N 10°39′32.2″Ø / 55.447333°N 10.658944°Ø